# Grand (Vosgos)
 Grand  es una población y comuna francesa, en la región de Lorena, departamento de Vosgos, en el distrito de Neufchâteau y cantón de Neufchâteau.

## Demografía
| 577 | 629 | 593 | 595 | 540 | 509 |
| Para los censos de 1962 a 1999 la población legal corresponde a la población sin duplicidades (Fuente: INSEE [Consultar]) |     |     |     |     |     |